# Ríoseco de Tapia
Ríoseco de Tapia är en ort i Spanien.   Den ligger i provinsen Provincia de León och regionen Kastilien och Leon, i den norra delen av landet, 300 km nordväst om huvudstaden Madrid. Ríoseco de Tapia ligger 953 meter över havet och antalet invånare är 490.
Terrängen runt Ríoseco de Tapia är kuperad åt nordväst, men åt sydost är den platt. Ríoseco de Tapia ligger nere i en dal. Runt Ríoseco de Tapia är det tätbefolkat, med 319 invånare per kvadratkilometer. Närmaste större samhälle är San Andrés del Rabanedo, 19,3 km sydost om Ríoseco de Tapia. Omgivningarna runt Ríoseco de Tapia är i huvudsak ett öppet busklandskap.